# Warum nur, warum?

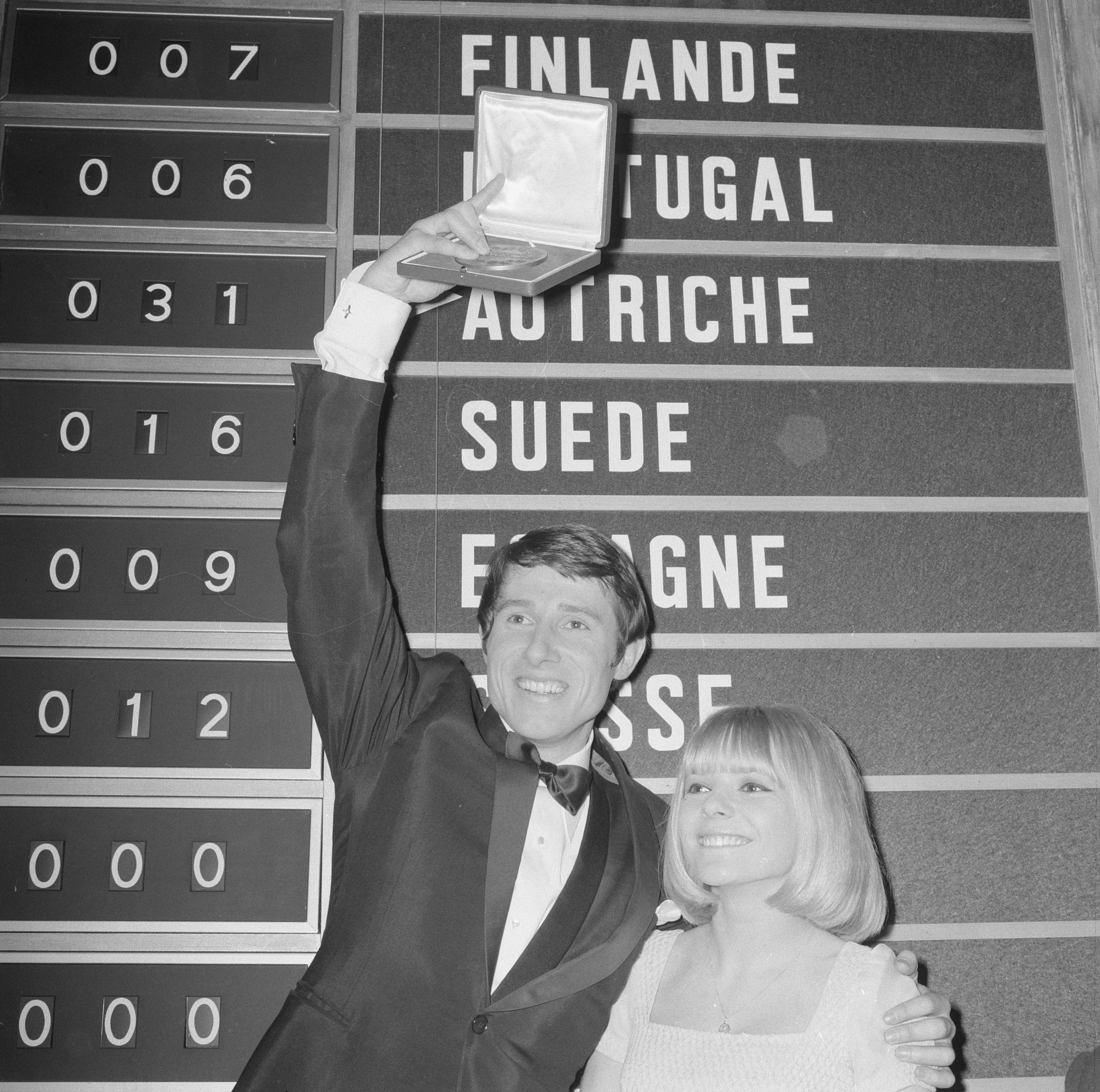
Udo Jürgens en 1966 junto a France Gall tras haber ganado el Festival de la Canción de Eurovisión 1966.

«Warum nur, warum?» —[vaˈʀuːm nuːɐ̯, vaˈʀuːm]; en español: «Solo ¿por qué, por qué?»— es una canción compuesta e interpretada en alemán por Udo Jürgens. Se lanzó como sencillo en 1964 mediante Vogue. Fue elegida para representar a Austria en el Festival de la Canción de Eurovisión de 1964.
La canción también fue grabada en español («Qué pena»), en francés («Dis-moi pourquoi»), y en italiano («Peccato che sia finita così», con letra de Franco Migliacci) por Jürgens, y ha sido versionada por numerosos artistas en diversos idiomas como el inglés, en tres ocasiones (Matt Monro, «Walk Away»; Brenda Lee con Richard Williams, «Tell Me Why»; y Peter Grant).

## Festival de la Canción de Eurovisión 1964
Esta canción fue la representación austriaca en el Festival de Eurovisión 1964. La orquesta fue dirigida por Johannes Fehring.
La canción fue interpretada 6ª en la noche del 21 de marzo de 1964 por Udo Jürgens, precedida por Finlandia con Lasse Mårtenson interpretando «Laiskotellen» y seguida por Francia con Rachel interpretando «Le chant de Mallory». Al final de las votaciones, la canción había recibido 11 puntos, y quedó en 6º puesto de un total de 16.
Udo Jürgens también representó a Austria al año siguiente y en 1966 con la canción «Merci, Chérie», que se declaró ganadora de esa edición.
Fue sucedida como representación austriaca en el Festival de 1965 por Jürgens con «Sag ihr, ich laß sie grüßen».

## Letra
La canción es del estilo chanson. En esta, el intérprete se pregunta por qué tienen que ocurrirle cosas tan malas como la ida de su amante, y le pide la respuesta a su pregunta: «solo ¿por qué, por qué?».

## Formatos
| Alemania, Dinamarca y Países Bajos - Disco de vinilo 7" |                       |          |  |
| N.º                                                     | Título                | Duración |  |
| 1.                                                      | «Warum nur, warum»    | 2:41     |  |
| 2.                                                      | «Beautiful Dreamgirl» | 1:57     |  |

| España - Disco de vinilo 7"/EP |                       |          |  |
| N.º                            | Título                | Duración |  |
| 1.                             | «Dale recuerdos míos» | 3:03     |  |
| 2.                             | «Si todo se acaba»    | 2:45     |  |
| 3.                             | «Después de ti»       |          |  |
| 4.                             | «Qué pena»            | 2:41     |  |

| Francia - EP |                                       |          |  |
| N.º          | Título                                | Duración |  |
| 1.           | «Warum nur, warum (Dis-moi pourquoi)» | 2:41     |  |
| 2.           | «Beautiful Dreamgirl»                 | 1:57     |  |
| 3.           | «Kiss Me Quick»                       | 2:40     |  |
| 4.           | «Tausend Träume»                      | 2:50     |  |

| Italia - Disco de vinilo 7" |                                       |          |  |
| N.º                         | Título                                | Duración |  |
| 1.                          | «Warum nur, warum (Dis-moi pourquoi)» | 2:41     |  |
| 2.                          | «Tausend Träume»                      | 2:50     |  |

| Italia - Disco de vinilo 7" |                                                  |          |  |
| N.º                         | Título                                           | Duración |  |
| 1.                          | «Peccato che sia finita così (Warum nur, warum)» | 2:35     |  |
| 2.                          | «Finito l'amore»                                 | 2:45     |  |

| Italia - Disco de vinilo 7" promo |                                                  |          |  |
| N.º                               | Título                                           | Duración |  |
| 1.                                | «Peccato che sia finita così (Warum nur, warum)» | 2:35     |  |
| 2.                                | «Finito l'amore»                                 | 2:45     |  |

## Créditos
- Udo Jürgens: voz, composición, letra
- Rudi Bauer und sein Orchester: instrumentación, orquesta
- Vogue Schallplatten: compañía discográfica

Fuente:

## Historial de lanzamiento
| Región       | Fecha               | Formato                   | Discográfica  | Ref.   |
| ------------ | ------------------- | ------------------------- | ------------- | ------ |
| Alemania     | Abril de 1964       | Disco de vinilo 7"        | Disques Vogue | [ 14 ] |
| Dinamarca    | 1964                | Disco de vinilo 7"        | Disques Vogue | [ 15 ] |
| Francia      | 1964                | EP                        | Disques Vogue | [ 5 ]  |
| Italia       | 1964                | Disco de vinilo 7", promo | Disques Vogue | [ 6 ]  |
| Italia       | 17 de abril de 1964 | Disco de vinilo 7"        | Disques Vogue | [ 17 ] |
| Italia       | 1964                | Disco de vinilo 7"        | Disques Vogue | [ 18 ] |
| Países Bajos | 1964                | Disco de vinilo 7"        | Disques Vogue | [ 16 ] |
| España       | 1965                | Disco de vinilo 7", EP    | Discos Belter | [ 4 ]  |